# 蒙莫捷
蒙莫捷（法語：Montmotier，法語發音：[mɔ̃mɔtje] ⓘ）是法国大東部大區孚日省的一个市镇，属于埃皮纳勒区。

## 地理
蒙莫捷（47°58'24"N, 6°10'34"E）面积4.24 平方千米，位于法国大東部大區孚日省，该省份为法国东北部内陆省份，北起默兹省和默尔特-摩泽尔省，西接上马恩省，南至上索恩省和贝尔福地区省，东临上莱茵省和下莱茵省。
与蒙莫捷接壤的市镇（或旧市镇、城区）包括：丰特努瓦堡。

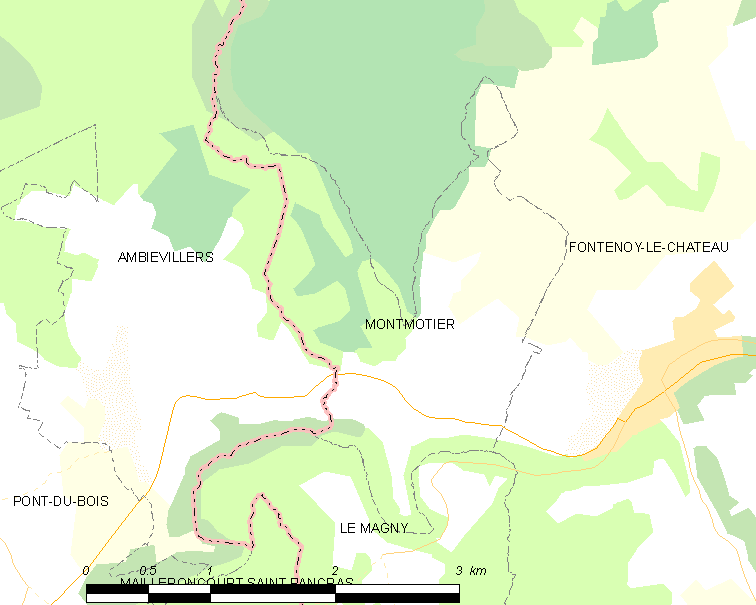
蒙莫捷的OSM定位图

蒙莫捷的时区为UTC+01:00、UTC+02:00（夏令时）。

## 行政
蒙莫捷的邮政编码为88240，INSEE市镇编码为88311。

## 政治
蒙莫捷所属的省级选区为勒瓦勒达若勒县。

## 人口

1962-2008年间蒙莫捷人口变化图示

蒙莫捷于2022年1月1日时的人口数量为34人。